# Mitella inami
Mitella inami är en stenbräckeväxtart som beskrevs av Jisaburo Ohwi och Okuyamoi. Mitella inami ingår i släktet Mitella och familjen stenbräckeväxter. Inga underarter finns listade i Catalogue of Life.